# ジェネラル・アトミックス・エアロノーティカル・システムズ

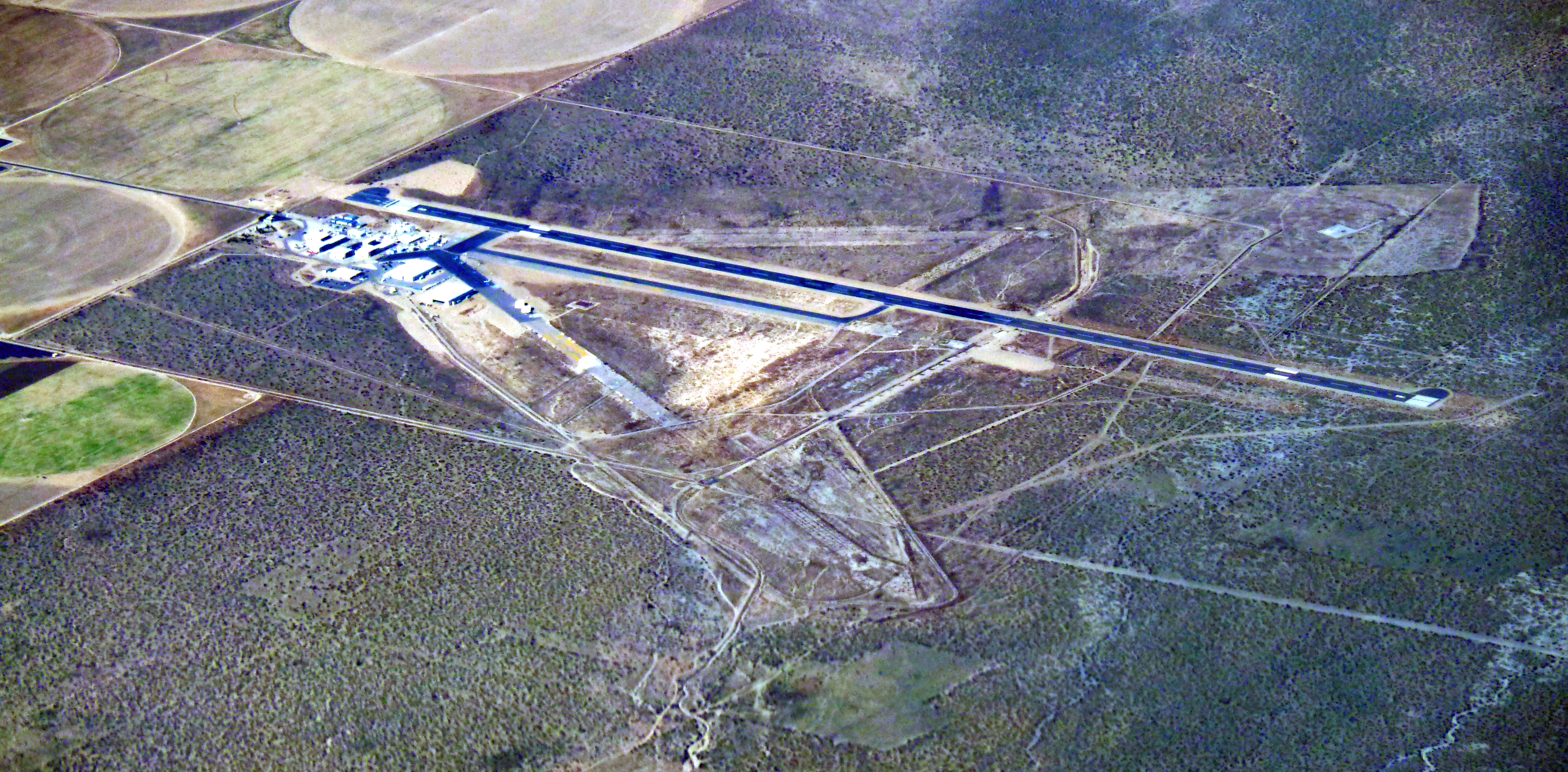
プレデター系列のUAV開発試験に使用されているカリフォルニア州エル・ミラージュ郊外のグレイ・ビュート・フィールド飛行場。

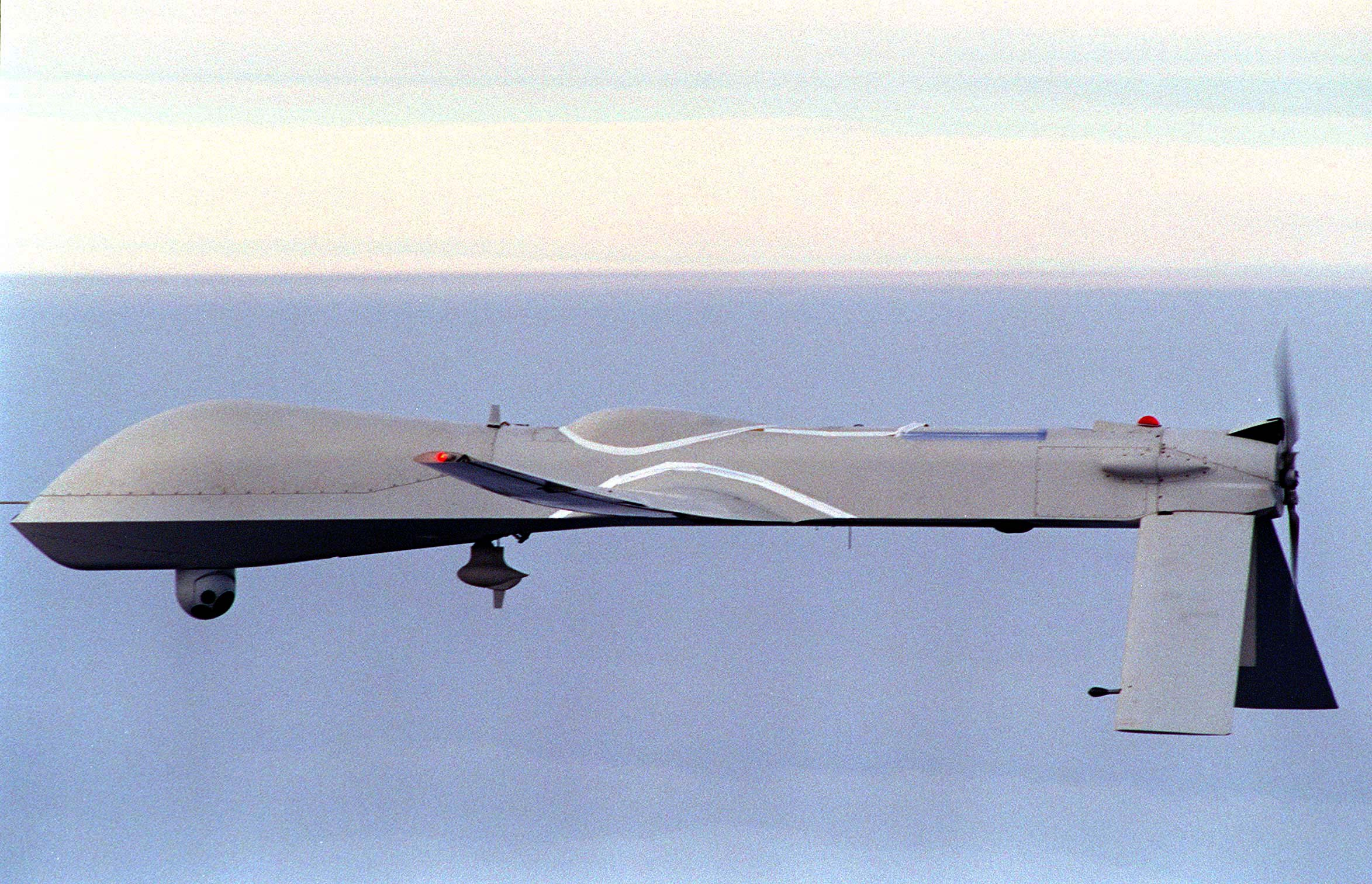
RQ-1

ジェネラル・アトミックス・エアロノーティカル・システムズ（General Atomics Aeronautical Systems、GA-ASI）は、アメリカ合衆国の企業。軍及び民間を対象に無人航空機を開発・製造する航空機メーカーであると共に、レーダーも扱っている。

## 開発した機体
- RQ-1 プレデター（MQ-1）
  - MQ-1C
  - MQ-9 リーパー
  - アヴェンジャー
- GNAT、プロウラー
- ALTUS